# Tommaso Ciampa
Tommaso Whitney (né le 8 mai 1985 à Everett (Massachusetts)) est un catcheur (lutteur professionnel) américain. Il travaille actuellement à la World Wrestling Entertainment, dans la division SmackDown, sous le nom de Tommaso Ciampa, où il est l'actuel champion par équipes avec Johnny Gargano. 
Il s'est auparavant fait connaitre à la Ring of Honor (ROH) où il remporte une fois le championnat du monde Télévision de la ROH. Il signe un contrat avec la WWE en 2016. Il y est l'équipier de Johnny Gargano avec qui il devient champion par équipe de la NXT. 
En 2018, il remporta le championnat de la NXT.

## Carrière

### World Wrestling Entertainment (2005-2007)
Il apparaît à Smackdown le 14 juillet en tant qu'avocat de Muhammad Hassan pour confronter The Undertaker. Le 17 décembre à Velocity, il perd contre Jamie Noble. 

### Chaotic Wrestling (2005-2016)
Le 1er avril 2005, il fait ses débuts à Chaotic Wrestling sous le nom de Tommy Penmanship, et perd face à Fred Sampson dans les qualifications d'un tournoi pour le CW Heavyweight Championship. Le 22 avril, lui et Arch Kincaid battent Criaturas de la Noche (El ChupaCabra & El Milagro). Le 24 juin, Penmanship et Kincaid perdent face aux Logan Brothers (Bryan et Matt Logan) et ne remportent pas les titres par équipe. Le 15 juillet, ils forment avec Max Bauer l'équipe Intellectual Properties et battent les Logan Brothers (Bryan, Matt et Nick Logan). Le 6 août, il bat Chase Del Monte et remporte le CW New England Championship. Le 19 août, il perd avec Brian Milonas face à John Walters et Luis Ortiz. Le 9 septembre, Intellectuals Properties gagne face à Chase Del Monte, Bryan et Matt Logan. Le 30 septembre, il perd par décompte extérieur face à Chase Del Monte, mais conserve son titre. Le 21 octobre, il perd face à Chase Del Monte dans un match sans décompte extérieur, et où le titre de Penmanship n'était pas en jeu. Le 11 novembre, il conserve son titre face à Chase Del Monte dans un Ladder Match. Le 9 décembre, il bat Psycho et conserve son titre. 

#### Perte du titre New England et nouveau champion Poids-Lourd (2006-2007)
Le 6 janvier 2006, il reste champion en battant Jason Blade. Le même jour, il perd face à Psycho. Le 3 février, lors de CW Cold Fury 5: Five Years Of Fury, il perd le titre New England face à Psycho, son règne aura duré 181 jours. Le 24 février, il perd face à Matt Logan. Le 10 mars, il perd face à Psycho, et ne remporte pas le titre New England. Le 31 mars, lors du premier round du tournoi Lethal Lottery, il fait équipe avec Psycho pour battre Michael Sain et Rob Eckos. Le 21 avril, lors de CW Breaking Point 2006, il perd face à Psycho dans un Psycho Rules Match, avec Tommy Dreamer comme arbitre spécial. Le 19 mai, il bat Handsome Johnny pour devenir le nouveau CW Heavyweight Champion. Le même jour, il bat Tony Omega. Le 9 juin, il bat Handsome Johnny pour conserver son titre. Le 14 juillet, il bat Bryan Logan. Le 11 août, il participe à un 10-Man Tag Team Elimination Match, où il fait équipe avec Antonio Thomas, Fred Sampson et l'équipe PRIDE (Brian Nunes & Dan Freitas), mais ils perdent face à Chase Del Monte, Handsome Johnny, Psycho & The Logan Brothers (Bryan & Matt Logan). Le 8 septembre, lors de CW Summer Chaos 2006, il bat Chase Del Monte et conserve son titre. Le 1er décembre, il bat Max Bauer et conserve son titre. 
Le 12 janvier 2007, il fait équipe avec Jason Blade et Kid Mikaze pour affronter Alex Arion, Brian Milonas & Max Bauer, mais le match finit en No Contest. Le 2 février, lors de CW Cold Fury 6 : Into The Fire, dans un match pour le titre Poids-Lourd, et avec la stipulation "Loser Leaves Chaotic Wrestling", il perd face à Brian Milonas, et est donc contraint de quitter la fédération.

#### Retour (2008)
Il fait son retour le 14 mars 2008 sous le gimmick de "El Scripto Mascharito", et perd un match face à Franciz. Le 4 avril, il change de nom pour devenir Thomas Penmanship, et affronte le champion Poids-Lourd Bryan Logan, mais ce match finit sur un match nul, car la limite de temps du match a été atteinte. Le 25 avril, il gagne par disqualification face à Sledge. Le 15 mai, lors de CW : Breaking Point 2008, il change de nom une nouvelle fois, et devient Tommaso Ciampa, et il bat Brian Milonas dans un Unsanctioned Match. Le 6 juin, il perd face à Matt Logan. Le 27 juin, il perd face à Alex Arion, et ne remporte pas le titre Poids-Lourd. Le 5 décembre, il bat Vortex.
Le 9 janvier 2009, il bat Don Chesterfield. 

### Ring of Honor (2011-2015)

#### The Embassy et rivalité avec Jay Lethal (2011-2012)

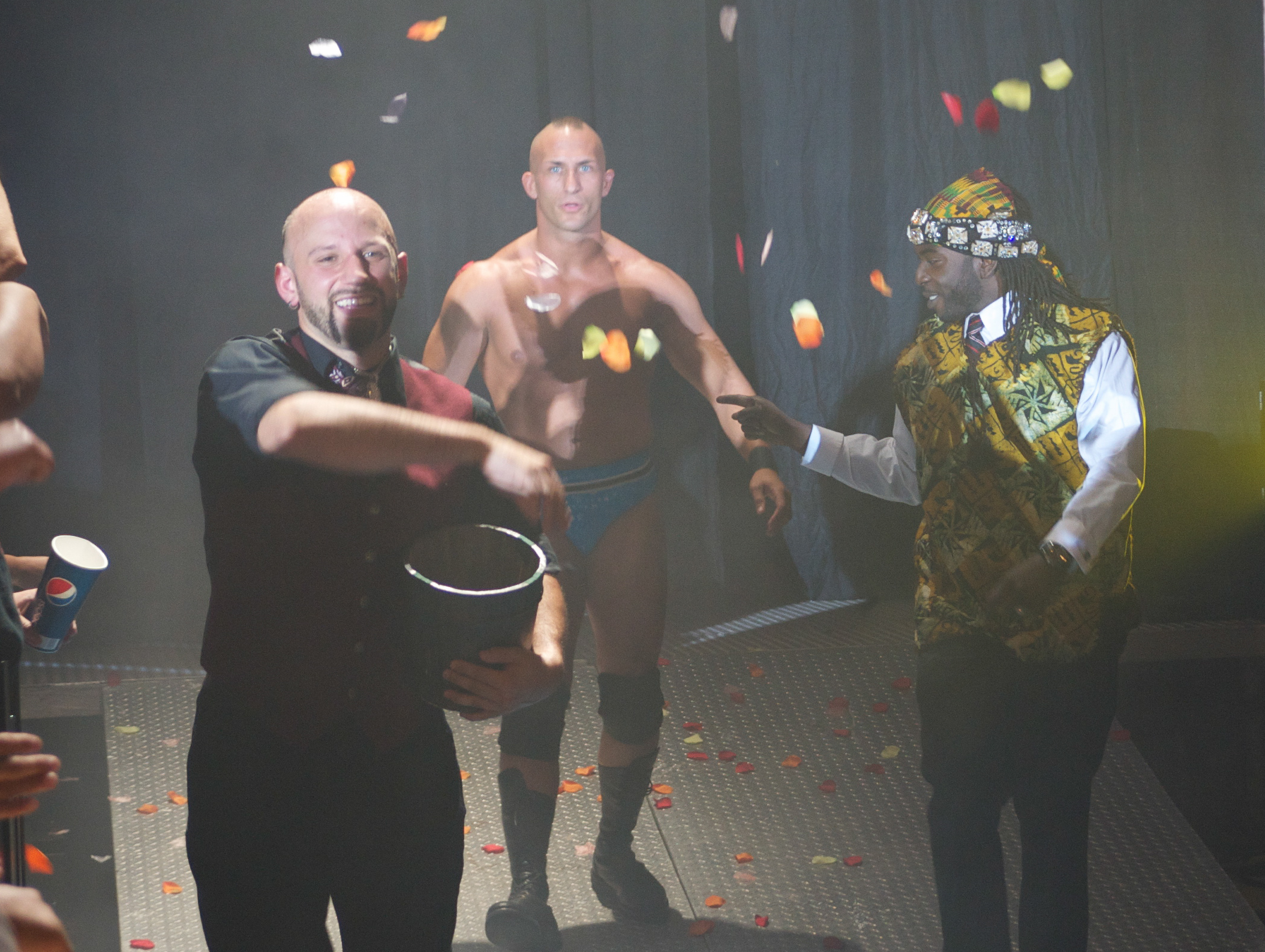
Tommaso Ciampa dans le clan The Embassy en 2011.

Le 22 janvier 2011, il débute à la Ring of Honor en battant Myke Sydal. Il rejoint ensuite le clan The Embassy. Le 1er avril, lors de Honor Takes Center Stage, il perd contre Colt Cabana, Caleb Konley et Homicide, match remporté par ce dernier. Il prend sa revanche le lendemain en battant Homicide. Le 17 septembre, lors de Death Before Dishonor IX, il s'associe à Rhino et bat Homicide et Jay Lethal. Il entame alors une rivalité avec Lethal. Le 21 janvier, il bat Lethal et devient challenger no 1 pour le ROH TV Championship. Le 4 mars, lors de 10th Anniversary Show, son match contre Jay Lethal se termine en No-Contest et ne remporte pas le ROH World Television Championship. Lors de Showdown in the Sun (2012), il intervient dans un match entre Roderick Strong et Lethal et lui fait perdre son titre. Le 7 avril, il bat Jay Lethal, Adam Cole et Mike Bennett et remporte le 2012 March Mayhem tournament. Le 12 mai, lors de Border Wars (2012), il perd contre Jay Lethal. Le 24 juin, lors de Best in the World (2012), il perd contre Roderick Strong et Jay Lethal et ne remporte pas le ROH TV Championship. La rivalité entre lui et Jay Lethal se termine le 11 août lors de Boiling Point (2012), où Ciampa perd contre Lethal dans un Two Out of Three Falls match. Durant ce match, Ciampa se blesse et reste inactif pendant plusieurs mois. Il fait cependant quelques apparitions notamment lors de Final Battle (2012).

#### ROH World Television Champion et course au titre mondial (2013-2014)

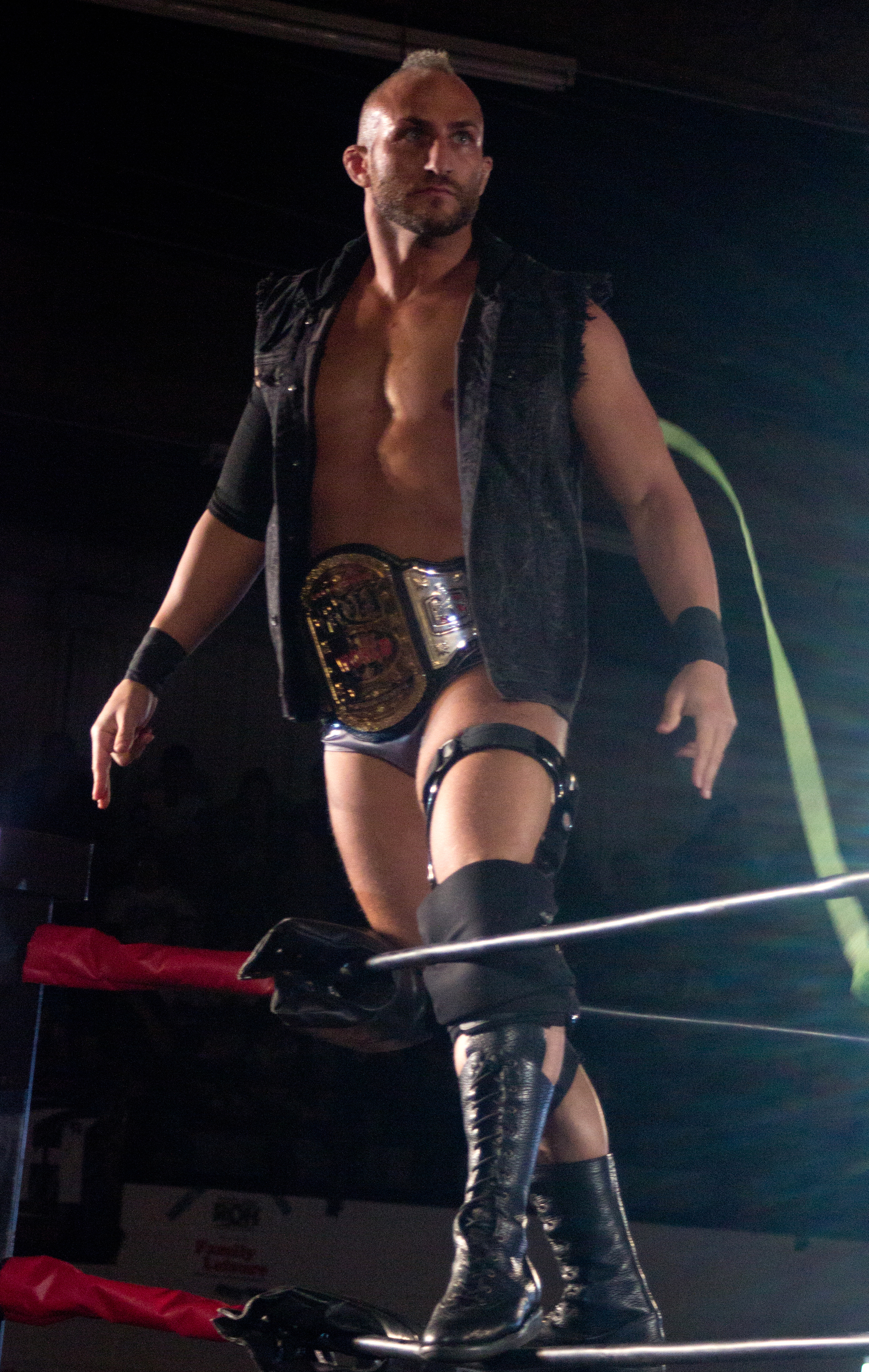
Tommaso Ciampa avec le ROH World Television Championship en 2014.

Le 3 août 2013, il fait son retour et bat Silas Young dans un tournoi pour le ROH World Championship. Il bat ensuite Mike Bennett deux semaines plus tard. Le 20 septembre, lors de Death Before Dishonor XI, il perd contre Adam Cole et est éliminé du tournoi en demi-finale.
Le 2 novembre, il bat Jay Lethal et Mark Briscoe dans un Triple Threat Match et devient ainsi challenger no 1 pour le ROH TV Championship.
Lors de Final Battle (2013), il bat Matt Taven et devient ROH World Television Champion. Le 25 janvier, il conserve son titre face à Jay Lethal et Matt Taven dans un Triple Threat match. Le 8 février, il perd face à Kevin Steen, Jay Lethal et Michael Elgin et ne devient pas challenger pour le ROH World Championship Le 21 février, lors de 12th Anniversary Show, il conserve son titre face à Hanson. Il conserve son titre le lendemain contre Jay Lethal à la suite d'une intercation entre Matt Taven et son ancien manager Truth Martini[réf. nécessaire]. Le 22 mars, il bat Matt Taven et garde son ROH TV Title. Il perd son titre le 4 avril face à Jay Lethal dans un 2 out of 3 falls match lors de Supercard of Honor VIII. Le lendemain, il bat Roderick Strong à la suite d'une intervention de Cedric Alexander. Le 19 avril, il intervient avec Matt Taven après un match de Jay Lethal. Un match de championnat est organisé entre ces trois lutteurs mais Lethal attaque Ciampa avant le match. Taven s'en prend à Lethal mais Truth Martini intervient à son tour. Il obtient un match de championnat pour le titre de la télévision à Global Wars (2014) mais perd contre Jay Lethal qui conserve son titre, match qui comprenait également Matt Taven et Silas Young. Le 7 juin, il perd contre Adam Cole et ne remporte pas le ROH World Championship[réf. nécessaire]. Le 22 juin, à Best in the World (2014), il perd dans un Six Man Mayhem match pour obtenir une opportunité pour le ROH World Television Championship contre Watanabe, Tadarius Thomas, Caprice Coleman, B.J. Whitmer et ACH, match remporté par ce dernier. Le 15 août, lors de Field of Honor (2014), il perd contre Silas Young.

#### Exclusion temporaire, rivalité avec Nigel McGuinness et départ (2014-2015)
Le 23 août, lors de Death Before Dishonor XII, il perd contre Michael Elgin pour le titre mondial de la ROH à la suite d'une décision arbitrale. Cette décision le rend fou de rage ; il s'en prend à la fin du match au corps arbitral et à Kevin Kelly (en), commentateur de la Ring of Honor, ce qui lui vaudra une exclusion du roster. Après des excuses prononcées publiquement et sur internet, Nigel McGuinness décide de lui donner une nouvelle chance en le réintégrant au sein de la fédération le 27 septembre, avec une condition de "zéro tolérance" si ces incidents se reproduisent. Le 7 décembre, lors de Final Battle 2014, il perd contre Michael Elgin après avoir involontairement frappé un arbitre pendant le match. Il obtient une opportunité pour le titre mondial le 1er mars lors de 13th Anniversary Show mais il perd contre Hanson, Michael Elgin et Jay Briscoe, ce dernier conservant son titre. Le 29 mars, il annonce sur Twitter son départ de la fédération. Le 4 avril, il dispute son dernier match au sein de la fédération et perd contre Jay Lethal pour le titre de la télévision de la ROH. Il attaque l'arbitre Todd Sinclair après le match.

### All American Wrestling (2015–2016)
Lors de AAW Hell Hath No Fury, il bat Tommy End. Lors de AAW Cero Miedo, il perd contre Pentagón Jr. et ne remporte pas le AAW Heavyweight Championship.

### Retour à la World Wrestling Entertainment (2015-...)

#### WWE NXT (2015-2016)
Huit ans après ses derniers matchs au sein de la WWE par le biais de la fédération-école Ohio Valley Wrestling, sa participation au NXT Dusty Rhodes Tag Team Tournament est annoncée. Le 13 août, il entre dans le tournoi en faisant équipe avec Johnny Gargano et battent l'équipe de Tyler Breeze et Bull Dempsey. Ils perdent le 10 septembre lors du second tour du tournoi contre Rhyno et Baron Corbin. Le 8 octobre, il participe à une bataille royale pour déterminer le challenger pour le NXT Championship, match remporté par Apollo Crews. Lors de NXT du 2 décembre, il perd contre Samoa Joe. Lors de NXT du 13 janvier, il gagne contre Danny Burch. Il obtient ensuite une opportunité pour les ceintures par équipe de la NXT le 4 février en compagnie de Johnny Gargano mais sont battus par les champions en titre Dash Wilder et Scott Dawson.

#### NXT Tag Team Champion et rivalité avec Johnny Gargano (2016-2018)
Lors de NXT Takeover: Toronto, ils battent The Revival (Scott Dawson et Dash Wilder) dans un 2-out-of-3 Falls Tag Team match et remportent les NXT Tag Team Championship.
Lors de NXT Takeover: Chicago, lui et Johnny Gargano perdent contre The Authors of Pain dans un Ladder Match et ne remportent pas les NXT Tag Team Championship. À la fin du match, il attaque violemment à plusieurs reprises Johnny Gargano et effectue un Heel Turn. Lors du NXT suivant, il annonce qu’il est blessé et qu’il reviendra plus coriace.

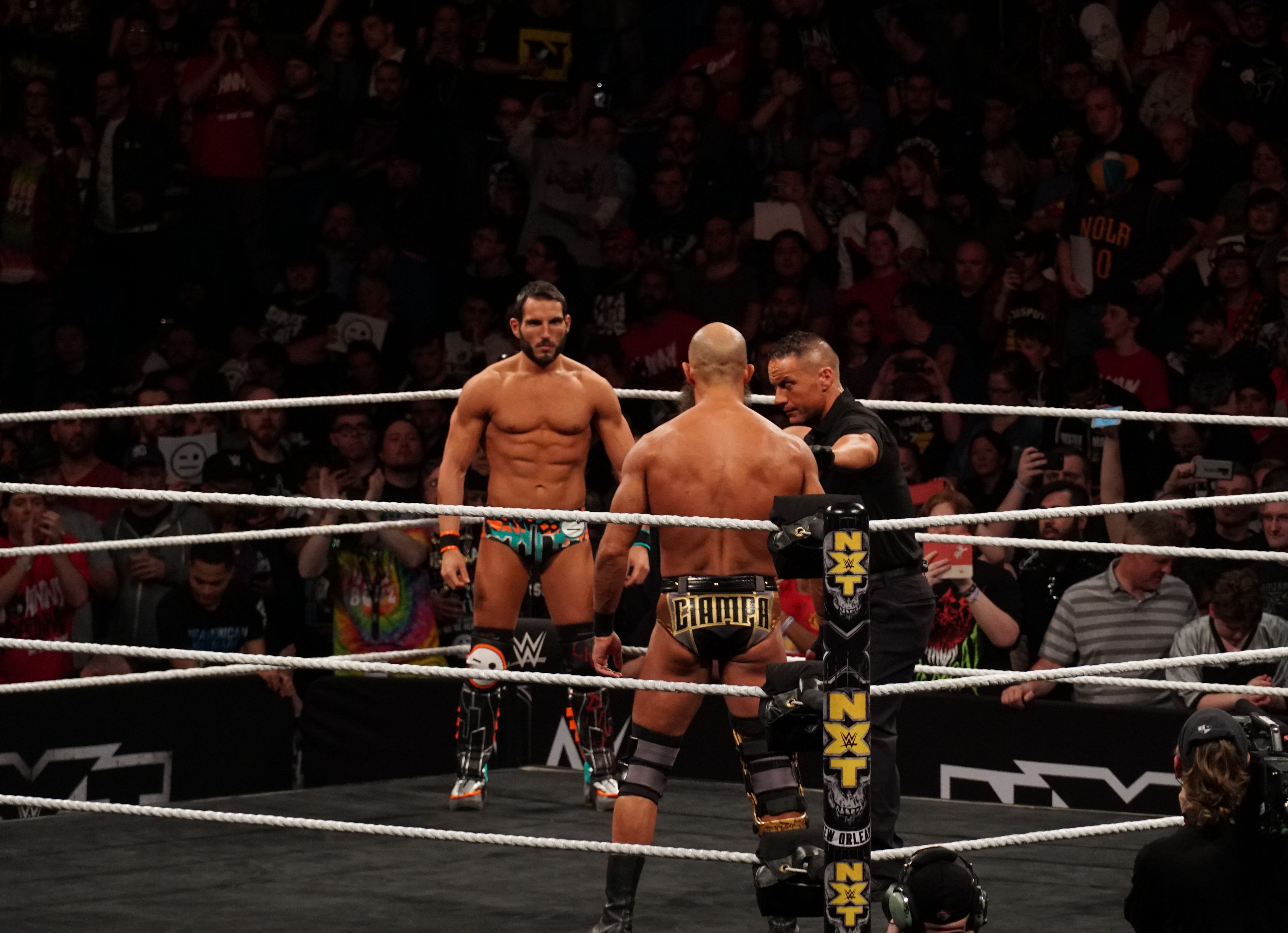
Ciampa (à droite) face à Johnny Gargano à NXT Takeover: New Orleans en avril 2018

Lors de NXT TakeOver: Philadelphia, il fait son retour en attaquant Johnny Gargano avec une béquille. Le 21 février 2018 à NXT, il attaque Johnny Gargano avec une béquille, lui coutant sa victoire contre Andrade "Cien" Almas, ce qui mena à son renvoi de NXT. Le 21 mars à NXT, il se fait attaquer par Johnny Gargano, tout droit sorti du public, ce dernier se fera sortir de l'arène par la sécurité. Le 7 avril à NXT Takeover: New Orleans, il perd par soumission contre Johnny Gargano au cours d'un unsanctioned match.
Le 25 avril à NXT, il attaque Johnny Gargano lors de son entrée, il lui porte un Over the shoulder back to belly piledriver à travers une table et regarde les ambulanciers l'évacuer de l'arène en ambulance. Le 9 mai à NXT, il bat Kassius Ohno, après le match il attaque ce dernier. Le 16 mai à NXT, il continue de s'en prendre verbalement à Johnny Gargano absent ce soir-là, jusqu'à l'arrivée de sa femme,  Candice LeRae, qui insultera Ciampa avant de le gifler. Le 23 mai à NXT, il répond au défi lancé par Johnny Gargano de venir se battre, cependant ils sont séparés par les arbitres et ne pourront pas se battre, Ciampa parvient quand même à balancer Gargano du rebord du ring le faisant violemment tomber sur Candice LeRae. Le 6 juin à NXT, il est attaqué par Johnny Gargano.
Lors de NXT TakeOver: Chicago II, il bat Johnny Gargano dans un Street Fight Match. 
Le 27 juin à NXT, il confronte Aleister Black, laissant penser qu'il vise le titre de la NXT, plus tard, il est annoncé qu'il affrontera Black pour le titre dans 3 semaines. Le 11 juillet à NXT, il attaque Aleister Black dans les vestiaires et lui porte un DDT sur le sol en béton..

#### Champion deNXT(2018-2019)
Le 25 juillet à NXT, il devient le nouveau champion de NXT en battant Aleister Black et remporte le titre pour la première fois de sa carrière. Le 18 août à NXT TakeOver: Brooklyn 4, il conserve son titre en battant son ancien partenaire, Johnny Gargano, dans un Last Man Standing Match.
Le 17 décembre à NXT TakeOver: WarGames II, il conserve son titre en battant The Velveteen Dream.
Le 26 janvier 2019 à NXT TakeOver: Phoenix, il conserve son titre en rebattant Aleister Black. Après le match, il est rejoint par Johnny Gargano, qui a remporté le titre Nord-Américain de NXT en battant Ricochet auparavant, et les deux hommes célèbrent ensemble. Le 18 février à Raw, ils font leurs débuts dans le show rouge, disputent leur premier match et battent les Revival. Le lendemain à SmackDown Live, ils font également leurs débuts dans le show bleu, disputent aussi leur premier match et battent The Bar. Le 6 mars à NXT, ils battent Bobby Fish et Kyle O'Reilly au premier tour du Dusty Rhodes Tag Team Classic. La semaine suivante à NXT, ils perdent face à Ricochet et Aleister Black en demi-finale du tournoi. Après le match, il tente d'attaquer son partenaire en le balançant contre le mur, mais se fait contrer par ce dernier, qui lui portera ensuite un coup de genou. Le 20 mars à NXT, Triple H annonce qu'il est contraint d'abandonner le titre de la NXT, devant subir une opération chirurgicale de la nuque.

#### Retour de blessure et diverses rivalités (2019-2020)
Le 2 octobre à NXT, il effectue son retour de blessure après 6 mois et demi d'absence, et confronte le champion de la NXT, Adam Cole. Le 23 novembre à NXT TakeOver: WarGames, l'équipe Ciampa (Keith Lee, Dominik Dijakovic, Kevin Owens et lui) bat l'Undisputed Era (Adam Cole, Bobby Fish, Kyle O'Reilly et Roderick Strong) dans un WarGames match.
Le 16 février 2020 à NXT TakeOver: Portland, il ne remporte pas le titre de la NXT, battu par Adam Cole. Pendant le combat, Johnny Gargano effectue un Heel Turn en l'attaquant avec la ceinture du champion dans le dos de l'arbitre. 
Le 7 juin à NXT TakeOver: In Your House, il perd face à Karrion Kross par soumission. Le 26 août à NXT, il fait son retour, après 2 mois d'absence, et bat Jake Atlas. Après le combat, il effectue un Heel Turn en attaquant violemment son adversaire.  
Le 18 novembre à NXT, il effectue un Face Turn en confrontant Timothy Thatcher. Le 6 décembre à NXT TakeOver: WarGames, il bat son adversaire.

#### Alliance avec Timothy Thatcher et double champion de laNXT(2021-2022)
Le 22 janvier 2021 à 205 Live, Timothy Thatcher et lui battent Tony Nese et Ariya Daivari au premier tour du Dusty Rhodes Tag Team Classic. Le 10 février à NXT, ils perdent face aux Grizzled Veterans (James Drake et Zack Gibson) en demi-finale du tournoi.
Le 7 avril à NXT TakeOver: Stand & Deliver, il ne remporte pas le titre de la NXT UK, battu par WALTER.
Le 14 septembre à NXT 2.0, il redevient champion de la NXT, pour la seconde fois, en battant LA Knight, Pete Dunne et Von Wagner dans un Fatal 4-Way Match.
Le 5 décembre à NXT TakeOver: WarGames, l'équipe Black and Gold (Pete Dunne, Johnny Gargano, L.A Knight et lui) perd face à 2.0 (Bron Breakker, Carmelo Hayes, Tony D'Angelo et Grayson Waller) dans un WarGames Match.
Le 4 janvier 2022 à NXT: New Year's Evil, il perd face à Bron Breakker, ne conservant pas son titre et mettant fin à un règne de 112 jours.

#### Débuts àRaw, alliance avec The Miz et retour du #DIY (2022-2024)
Le 11 avril à Raw, il est présenté comme nouvel arrivant dans le show rouge par Kevin Patrick. Le 25 avril à Raw, il effectue un Heel Turn, car il attaque Mustafa Ali dans le dos après la victoire de ce dernier face au Miz.
Le 30 juillet à SummerSlam, pendant le match entre Logan Paul et le Miz, il se fait attaquer par AJ Styles après être intervenu dans la rencontre en faveur de son allié. 
Le 26 octobre, il annonce devoir subir une opération chirurgicale, à la suite d'une blessure à la hanche, et s'absenter pendant 8 mois.
Le 19 juin 2023 à Raw, il fait son retour de blessure après 8 mois d'absence, en tant que Face, et bat son ancien partenaire le Miz.
Le 5 août à SummerSlam, il ne remporte pas la Slim Jim SummerSlam 25-Man Battle Royal, gagnée par LA Knight.
Le 2 octobre à Raw, il ne remporte pas le titre Intercontinental de la WWE, battu par Gunther. Après le combat, il se fait attaquer par les deux sbires du premier, mais Johnny Gargano vole à son secours et les deux catcheurs reforment officiellement leur duo.
Le 6 avril 2024 à WrestleMania XL, ils ne remportent pas les titres par équipes de Raw et SmackDown, battus par Awesome Truth (The Miz et R-Truth) et A-Town Down Under (Austin Theory et Grayson Waller) dans un 6-Pack Tag Team Ladder match qui inclut également The Judgment Day (Damian Priest et Finn Bálor), The New Day (Kofi Kingston et Xavier Woods) et New Catch Republic (Pete Dunne et Tyler Bate).

#### Draft àSmackDownet double champion par équipes (2024-...)
Le 29 avril à Raw, lors du Draft, ils sont annoncés être officiellement transférés à SmackDown par Nick Aldis.
Le 5 juillet à SmackDown, ils deviennent les nouveaux champions par équipes en battant Austin Theory et Grayson Waller, remportent les titres pour la première fois de leurs carrières et leurs seconds titres par équipes. Le 2 août à SmackDown, ils ne conservent pas leurs ceintures, battus par la Bloodline (Jacob Fatu et Tama Tonga), ce qui met fin à un règne de 28 jours.
Le 15 novembre à SmackDown, il effectue définitivement un Heel Turn, car il attaque les Street Profits pendant leur match face aux Motor City Machine Guns pour les ceintures par équipes et repousse son propre partenaire. Le 6 décembre à SmackDown, ils redeviennent champions par équipes, pour la seconde fois, en battant Motor City Machine Guns. Pendant le combat, son équipier effectue aussi un Heel Turn, car celui-ci porte un Low-Blow sur Chris Sabin.

## Palmarès
- Chaotic Wrestling
  - 1 fois Chaotic Wrestling Heavyweight Champion[réf. nécessaire]
  - 1 fois Chaotic Wrestling New England Champion[réf. nécessaire]

- East Coast Wrestling Association
  - Super 8 Tournament (2011)

- Millennium Wrestling Federation
  - 1 fois MWF Television Champion[réf. nécessaire]

- Ring of Honor
  - 1 fois ROH World Television Championship[5]
  - March Mayhem Tournament (2012)

- Top Rope Promotion
  - 1 fois TRP Heavyweight Championship[réf. nécessaire]

- UPW Pro Wrestling
  - 1 fois UPW Heavyweight Champion

- World Wrestling Entertainment
  - 2 fois WWE Tag Team Champion avec Johnny Gargano
  - 2 fois NXT Champion
  - 1 fois NXT Tag Team Champion avec Johnny Gargano

- Xtreme Wrestling Alliance
  - 1 fois XWA Heavyweight Champion

## Récompenses des magazines
- Pro Wrestling Illustrated

| Année | 2010 | 2011 | 2012 | 2013       | 2014 | 2015 | 2016 | 2017 | 2018 | 2019 | 2020 | 2021 | 2022 | 2023 | 2024 |
| ----- | ---- | ---- | ---- | ---------- | ---- | ---- | ---- | ---- | ---- | ---- | ---- | ---- | ---- | ---- | ---- |
| Rang  | 228  | 99   | 71   | Non classé | 67   | 133  | 105  | 67   | 97   | 13   | 30   | 126  | 64   | 242  | 265  |

## Matchs cinq étoiles
| # | Résultat | Adversaire     | Évènement                 | Date         | Durée | Lieu                          | Notes                                                                              |
| - | -------- | -------------- | ------------------------- | ------------ | ----- | ----------------------------- | ---------------------------------------------------------------------------------- |
| 1 | Défaite  | Johnny Gargano | NXT Takeover: New Orleans | 7 avril 2018 | 37:06 | La Nouvelle-Orléans,Louisiane | Si Gargano gagne, il retourne à la NXT, s'il perd, il quitte la NXT pour toujours. |